# Fouad Mebazaa
Fouad Mebazaa (født 16. juni 1933, død 23. april 2025) var fra 15. januar til 13. december 2011 midlertidig præsident i Tunesien.
Som følge af uroligheder mod det tunesisk styre forlod præsident Zine El Abidine Ben Ali landet d. 14. januar 2011 og overgav magten til sin premierminster Mohamed Ghannouchi. Denne udnævnelse blev dog underkendt af den tunesiske forfatningsdomstol og i stedet blev parlamentsformanden, Fouad Mebazaa, taget i ed som præsident.